# Дьюи Райли
Дуайт «Дьюи» Райли (англ. Dwight «Dewey» Riley) — главный мужской персонаж серии фильмов «Крик», которого сыграл американский актёр Дэвид Аркетт. В пяти фильмах серии он вместе с Гейл Уэзерс и Сидни Прескотт участвует в расследовании преступлений, совершённых убийцей по прозвищу Призрачное лицо. Аркетт получил премию «Blockbuster Entertainment Awards» за исполнение роли в фильмах «Крик 2» и «Крик 3», а также премию «Teen Choice Awards» за «Лучшую экранную химию» вместе с Кортни Кокс в третьей части. Некоторыми критиками назван «самым недооценённым персонажем франшизы». Один из главных героев комедии «Очень страшное кино» офицер Дуффи Гилмор является пародией на Дьюи Райли.

## События фильмов

### Крик
Дуайт «Дьюи» Райли — молодой мужчина, работающий в полиции городка Вудсборо. Неизвестный по прозвищу Призрачное лицо начинает убивать местных школьников — одноклассников его сестры Татум Райли и её подруги Сидни Прескотт, чья мать была жестоко убита годом ранее. Когда Дьюи вместе с полицией ведёт расследование убийств, в городе появляется журналистка Гейл Уэзерс; — молодые люди объединяют усилия и начинают собственное расследование. У обоих возникают романтические чувства друг к другу. В финале картины убийцы, раскрывшие себя, нападают на Дьюи, но молодой полицейский выживает.

### Крик 2
Дьюи приезжает в студенческий городок, чтобы поддержать Сидни и Ренди, а также найти убийцу после того, как во время премьерного показа фильма «Удар ножом» в местном кинотеатре убили двух студентов. После нападения в первой части Дьюи хромает, так как был задет нерв, — мужчина был вынужден оставить службу в полиции. Между тем, желая снять новый громкий репортаж, на место событий приезжает Гейл. Несмотря на то, что она нелестно описала его в своей книге, Дьюи испытывает к ней интерес: вместе они берутся за расследование, в ходе которого у них начинается роман. Бывший полицейский вновь подвергается нападению маньяка в маске и чудом остаётся жив.

### Крик 3
После расставания с Гейл Дьюи работает консультантом на съёмочной площадке фильма «Удар ножом 3: Возвращение в Вудсборо»; у него роман с актрисой Дженнифер Джоли, играющей Гейл Уэзерс. Дьюи вновь встречает Гейл — журналистка оказалась на площадке после того, как к ней обратилась полиция, расследующая убийства в Голливуде. Они все ещё неравнодушны друг к другу, и Гейл ревнует Дьюи к Дженнифер. После её гибели и очередного нападения Призрачного Лица всё встаёт на свои места, Дьюи и Гейл вновь сближаются. В финале картины мужчина делает своей возлюбленной предложение руки и сердца.

### Крик 4
После событий в Голливуде прошло 11 лет. Дьюи вернулся в родной Вудсборо и стал шерифом. Гейл и Дьюи женаты, однако Гейл не находит себе места в тихом городке, и отношения между супругами становятся напряжёнными. Это усугубляется тем, что помощник шерифа Джуди Хикс испытывает к нему явный романтический интерес. В финале картины раскрытый убийца вновь нападает на Дьюи — практически до конца ленты шериф находится без сознания.

### Крик (2022)
Спустя ещё 11 лет Дьюи ведёт одиночный образ жизни — он покинул службу в полиции Вудсборо после того, как местные жители потребовали его отставки. Сначала он вместе с Гейл уехал в Нью-Йорк, но там их отношения окончательно дали трещину — пара развелась, и Дьюи вернулся домой. Махнув на себя рукой, он коротает дни в тесном трейлере и смотрит каждый выпуск телепередачи со своей бывшей женой. Пытаясь спасти школьницу Тару Карпентер, оказавшуюся в центре новых кровавых событий, Дьюи трагически погибает.

### Крик 6
Дьюи несколько раз упоминается в разговоре персонажей. Архивные фотографии и рисунки с ним появляются в «святилище», а во время разговора Сэм с Гейл используется его музыкальная тема из «Крика 2».

## Образ персонажа и кастинг
Изначально Дэвид Аркетт пришёл на прослушивание на роль Билли Лумиса, но ему больше понравилась роль Дьюи. Несмотря на протесты боссов студии, Крэйвен отдал эту роль (описанного в сценарии как «мускулистый») Дэвиду, оценив энтузиазм актёра и идею переосмысления персонажа: «Это удивительный персонаж. Мне нравится играть парня, у которого есть власть, но совершенно нет уважения. И никто не ценит его, как он того заслуживает. Он хочет быть Джоном Уэйном, но он не такой. Он хочет быть жёстким парнем, но у него сердце из чистого золота». По сценарию, Дьюи погибал в конце первого фильма. Но после отзывов зрителей на тест-просмотрах режиссёр отснял дополнительную сцену для финала, в которой Дьюи увозит скорая помощь. Аркетт считал, что в Дьюи был «потенциал настоящего героя, вроде персонажей Клинта Иствуда». Главная музыкальная тема персонажа также напоминает работы Эннио Морриконе для вестернов — композитор первых четырёх фильмов франшизы Марко Белтрами намеренно провёл такую музыкальную аналогию.
Как зрители узнают из второй части, образ Дьюи в первой части вымышленной серии фильмов «Удар ножом» воплотил в жизнь актёр Дэвид Швиммер, а в фильме «Удар ножом 3: Возвращение в Вудсборо», на съёмочной площадке которого развиваются события «Крика 3», его сыграл вымышленный актёр Том Принз (в реальности — Мэтт Кислар).
Смерть персонажа в пятом фильме вызвала оживлённое обсуждение среди критиков и поклонников франшизы. Один из режиссёров фильма, Мэтт Беттинелли-Олпин, вспомнил, как они работали над этой сюжетной линией:

«Мы подошли к вопросу очень серьёзно, прекрасно понимая груз ответственности, который лежал на наших плечах и на плечах Дэвида. Мы хотели сделать всё правильно. Это не должно было быть случайностью, быть необоснованным. Мы видели эту смерть странно героической. Но мы также понимали, какой фильм снимаем — это должно было быть жестоко. Может быть, даже чересчур. И это должно шокировать зрителей»
Режиссёр сравнил решение убить Дьюи с тем, что сделали создатели первого «Крика» на 12-й минуте фильма — убить персонажа Дрю Бэрримор: «Смерть Дьюи должна вызвать те же чувства». В марте 2022 года в интервью «Entertainment Weekly» актриса Кортни Кокс (коллега и бывшая жена Дэвида Аркетта) рассказала, как умоляла режиссёров отснять дополнительную сцену, чтобы оставить лазейку для возвращения Дьюи: «Так и было. И, кажется, в какой-то момент, они ко мне прислушались. Помню, как подошла к ним и сказала: „Я уверена, что это — большая ошибка, не оставить запасной вариант. Я понимаю, почему вы хотите это сделать — происходящее перейдёт на новый уровень серьёзности. Но разве не здорово, если в последние три минуты фильма придёт сообщение из госпиталя“. Я очень хочу, чтобы вышло именно так». По словам Беттинелли-Олпина, у самого актёра были смешанные чувства относительно судьбы своего персонажа: «Он очень нервничал из-за этого. Не думаю, что он полностью принял идею. Впрочем, как и мы сами. В воздухе витал вопрос: а правильно ли мы поступаем? Во время нашей первой беседы Дэвид повторял: „Подумайте, хорошенько обдумайте это“. Но в конце он понял: это был „Крик“. Фильм должен „показать зубы“, и это должно случиться. Ему нравится, как менялся персонаж от фильма к фильму — поэтому он согласился сниматься. Но ему было грустно. Как и всем нам».

## Реакция

### Награды
Дэвид Аркетт выиграл премию «Blockbuster Entertainment Awards» в номинации «Любимый актёр фильма ужасов» в 1998 и 2001 годах за исполнение роли в фильмах «Крик 2» и «Крик 3». Также Аркетт вместе с Кортни Кокс, сыгравшей Гейл Уэзерс, выиграл премию «Teen Choice Awards» за «Лучшую экранную химию» за «Крик 3».

### Критика и признание
Курт Оглсби с портала «Horror Geek Life» назвал Дьюи «невоспетым героем франшизы «Крик». Портал «Screen Rant» поставил Дьюи на 8-е место в списке «Лучших и худших персонажей франшизы», а обозреватель Бри Томас отметила, что «франшиза не состоялась бы без этого персонажа — в нём идеально сочетаются твёрдость характера и мягкая душа». Дьюи оказался на втором месте в списке лучших персонажей фильма «Крик» 2022 года по версии Скотта Томаса с портала «Slash Film».

### Пародия
Актёр Дейв Шеридан сделал пародию на Дьюи — офицера Дуффи Гилмора в фильме «Очень страшное кино».